# Aliya
Aliya – för ett Förnyat Israel är israeliskt politiskt parti bildat av Michael Nudelman och Yuri Shtern, som i slutet av 1990-talet bröt sig ur Yisrael Ba'aliyah och regeringen Netanyahu, i protest mot den s.k. Wye River-överenskommelsen mellan Benjamin Netanyahu och PLO-ordföranden Yassir Arafat.
I de allmänna valen 1999 gick man ihop med Avigdor Lieberman och bildade valkoalitionen Yisrael Beytenu, som erövrade fyra platser i Knesset.